# Венгжинув (Лодзинське воєводство)
Венгжинув (пол. Węgrzynów) — село в Польщі, у гміні Вольбуж Пйотрковського повіту Лодзинського воєводства.
У 1975-1998 роках село належало до Пйотрковського воєводства.